# Luperina mediosignata
Luperina mediosignata là một loài bướm đêm trong họ Noctuidae.